# Hans Detlev Prien
Hans Detlev Prien, auch Detlew, Detlef (* 1. August 1766 in Preetz, Herzogtum Holstein; † 25. September 1831 ebenda) war ein deutscher Gastwirt und Botaniker.

## Leben und Wirken
Hans Detlev Prien war der Sohn eines gleichnamigen Gastwirts (* um 1746; † 19. Februar 1812 in Preetz) und dessen Ehefrau Anna Dorothea, geborene Wörpel (* 25. November 1735 in Preetz; † 25. Juli 1802 ebenda). Die Großeltern väterlicherseits waren der Preetzer Hufschmied Hans Detlev Prien und Marie Elisabeth, geborene Prien. Der Großvater mütterlicherseits war Hans Wörpel.
Prien arbeitete in Preetz als Gastwirt und Quartiervorsteher. Angeregt und unterstützt durch den Kieler Georg Heinrich Weber wurde er als Amateurbotaniker bekannt. Er hatte einen Garten, in dem er seltene heimische, später zudem alpine Gewächse züchtete und analysierte und pflegte Kontakte mit vielen Botanikern und wurde zu einem guten Pflanzenkundler. Johannes Flügge stellte ihm Pflanzen zur Verfügung und bot ihm die Literatur, aus der er die Geschichte der Botanik studierte.
Prien fand nahe Preetz Sedum boloniense Loisel. und experimentierte mit Kulturen von Ranunculus reptans (Erd-Hahnenfuß). Dabei erkannte er, dass sich dieser zu Brennendem Hahnenfuß entwickelte. Aus diesem Grund bezweifelte er, dass Ranunculus reptans eine eigenständige Pflanze sei. Ernst Ferdinand Nolte, der sich mit Prien austauschte, unterdrückte dessen Erkenntnisse. Erst spätere Botaniker bestätigten diese These.
Prien sammelte Porträts von Botanikern und Namensgebern von Pflanzen. Später trug er auch Bilder von Fürsten, Staatsmännern, Feldherren, Theologen, Juristen und Astronomen zusammen. Bei Lebensende bestand die Sammlung aus nahezu 2800 Bildern, 1270 davon zeigten Botanikern. Diese Sammlung existiert heute nicht mehr.
Prien war in kinderloser Ehe verheiratet mit Dorothea Friederica Arwolina Fischer.